# Parada Km. 10,51
La Parada Kilómetro 10,51 fue un pequeño apeadero ubicado en el límite de los barrios de Versalles y Liniers (dentro de este), en la Ciudad de Buenos Aires perteneciente al Ferrocarril Oeste primero y al Ferrocarril Sarmiento después. Fue inaugurada en 1911 y clausurada en 1953.

## Ubicación
Se encontraba ubicada en el oeste de la ciudad, dentro del barrio de Liniers, en el cruce de las calles Gaona y Médanos (actual Juan Agustín García y Juan B. Justo).

## Servicios
Era una parada intermedia de los servicios que partían y llegaban de Versailles hasta Villa Luro, y desde allí por el ramal principal hasta Once.

## Infraestructura
La parada consistía en una pequeña plataforma de poco más de 30 metros a la vera de la vía, conectada a la vereda por una senda peatonal. Contaba con un pequeño refugio.